# Надґратка

Надґратка GaAs/AlAs та потенціальний профіль зони провідності та валентної зони вздовж осі (z).

Надґратка — твердотільний матеріал із періодичною зміною шарів з різними властивостями вздовж одного напряму. Це приводить до модуляції періодичного потенціалу кристалічної ґратки твердого тіла, що по суті виконує роль "несучої частоти". 
Надґратка - періодичний синтетичний мультишар (шар, що складається з
багатьох шарів), в якому елементарна комірка, що складається
з послідовних шарів, які хімічно відрізняються від сусідніх за
хімічною природою, систематично повторюється.
Напівпровідникові надґратки (НҐ) були вперше виготовлені в 70-тих роках, а металічні в 1980 році.

## Загальна характеристика
Надґратки можуть бути виготовлені різноманітними способами, проте найбільш вживаним є молекулярно-променева епітаксія та спутеринг (англ. Sputtering). Цими способами досягають товщини періоду надґратки в декілька атомних шарів. Типова структура надґратки у вигляді [Fe20V30]20, що по суті є бінарною із 20 Å заліза (Fe), а потім 30 Å ванадію (V), причому повторюючись 20 разів вздовж осі надґратки, сумарної товщини 1000 Å чи 100 нм.
Структурна якість надґратки перевіряється на практиці за допомогою дифракції рентгенівських променів, що продукує резонансну структуру максимумів.  Інші методи діагностики: гігантський магніторезонанс, малокутове розсіяння рентгенівських променів, розсіяння нейтроннів, спінова поляризація нейтронів та зміни елестичних й акустичних властивостей. У залежності від природи компонентів, надґратки можуть бути названі магнітними, оптичними чи напівпровідниковими.
Рух носіїв заряду в надґратках модифікується до властивостей конкретної надґратки. Це приводить до суттєвого збільшення рухливості носіїв (використовується в мікрохвильових приладах чи в спеціалізованих оптичних приладах, таких як напівпровідникові лазери).
Також існує клас квазіперіодичних НҐ названих по Фібоначчі. НҐ Фібоначчі вивчаються за допомогою одновимірної моделі для квазі- кристалу, де взаємодія електронів, або їх енергія приймає два значення, що корелюють з числами Фібоначчі.

## Історія
НҐ являють собою новий тип штучних напівпровідників, які характеризуються наявністю великої кількості енергетичних зон, які мають сильну анізотропію вздовж певної осі (в межах одного шару вони практично двовимірні). Вперше такі системи були розглянуті Келдишем Л.В в 1962 році теоретично, а на практиці напівпровідникові надґратки були запропоновані Єсакі та Тсу . В НР може бути майже подавлена електронно- діркова рекомбінація, тому протягом довгого часу в системі можливе відхилення від термічної рівноваги. Концентрація електронів та дірок в НР не є фіксованим параметром, який визначається легуванням, а є легко змінюваною величиною. Наявність потенціалу НР суттєво змінює енергетичний спектр, завдяки чому НР мають ряд цікавих властивостей, котрі відсутні в звичайних напівпровідниках. Параметри потенціалу НР легко змінювати в широкому діапазоні, що в свою чергу приводить до суттєвих змін енергетичного спектру. Таким чином, легко змінювати зонну структуру напівпровідникових НР.

## Класифікація надґраток
Напівпровідникові надґратки із квантовими потенціальними ямами (КЯ), складаються із періодично чередованих шарів напівпровідників з різною шириною забороненої зони. В таких структурах шари напівпровідника із вузькою забороненою зоною мають товщини, співставні з де-Бройлівською довжиною хвилі носіїв заряду в кристалі {\displaystyle \hbar \;/m^{*}v}, де {\displaystyle \hbar \;} - редукована стала Планка, {\displaystyle m^{*}}- ефективна маса носіїв заряду, {\displaystyle v}- швидкість. Тому в кожному такому шарі реалізуються умови квантового розмірного ефекту.
Багатошарові структури із квантовими ямами (НР) — структури, в яких потенціальні бар'єри мають ширину, яка виключає або не виключає тунелювання часток із однієї КЯ в іншу. Структури можуть представляти собою набір однакових по ширині (похибка не перевершує одного атомного шару) КЯ.
Таким чином, сукупність штучно сформованих напівпровідників з тонкими шарами, що розрізняються шириною забороненої зони, можна класифікувати так:
- Власне надґратки (НҐ) — багатошарові структури з КЯ, в яких на періодичний потенціал напівпровідника накладається додаткова просторова модуляція потенціальної енергії електрона — потенціал НҐ. Періодичність НҐ приводить до зняття виродження квантових рівнів окремих КЯ - утворюються міні-зони (валентні і провідності). Для НҐ характерні бар'єри тунельної товщини, і електрони отримують свободу руху по нормалі (вздовж осі НҐ) до шарів.
- Структури типу квантового проводу (нитки) — структури з КЯ, в яких рух електронів обмежений по двох напрямах, проте вільний у третьому напрямі (одновимірні системи).
- Структури типу квантових точок (комірок) — структури з КЯ, в яких досягається тривимірна локалізація носіїв струму.
- Надатом — напівпровідникова гетероструктура з додатковим сферично симетричним потенціалом — квазі-атомна гетероструктура. Надатом повинен складатися з сферичного ядра одного напівпровідникового матеріалу, селективно легованого донорами, і оточеного бездомішковою матрицею із матеріалу з меншою шириною забороненої зони. Донорні електрони стікають у матрицю, а ядро отримує позитивний заряд, який визначається кількістю донорів.